# Paradyemus nodicollis
Paradyemus nodicollis là một loài bọ cánh cứng trong họ Cerambycidae.